# Campionato paraguaiano di calcio a 5
Il Campeonato de Futsal de Paraguay è il campionato nazionale del Paraguay di calcio a 5 (FIFA) organizzato a partire dal 1987 dalla Asociación Paraguaya de Fútbol in antagonismo al campionato organizzato dalla Asociación Paraguaya de Fútbol de Salón. Nel 2004 è stata creata anche la seconda divisione, per incrementare il numero di squadre partecipanti che al 2008 rimaneva inferiore anche a livello di selezioni. Attualmente la prima divisione è denominata Division de Honor de Paraguay.

## Storico
Inizialmente le formazioni si sfidavano in un torneo a girone unico per designare il campione nazionale:
- 1987: Rubio Ñu
- 1989: Halcones de Fernando de la Mora
- 1990: Halcones de Fernando de la Mora
- 1991: Ex Alumnos San José
- 1992: Ex Alumnos CNC
- 1993: Ex Alumnos CNC
- 1994: Ex Alumnos CNC

Con la stagione 1995 sul modello del sistema argentino, sono stati creati due differenti tornei con le medesime squadre (Apertura e Clausura) con una gara finale tra i due vincitori per designare il Campione di Paraguay. Nel 1997 viene introdotta la Copa De Campeones.
- 1995 6 de Agosto
  - Apertura: 6 de Agosto
  - Clausura: Santa Rosa
- 1996 Deportivo Recoleta
  - Apertura: Deportivo Recoleta
  - Clausura: Deportivo Recoleta
- 1997 Deportivo Recoleta
  - Apertura: Deportivo Recoleta
  - Clausura: Deportivo Recoleta
  - De Campeones: Ex Alumnos CNC
- 1998 Ex Alumnos CNC
  - Apertura: Ex Alumnos CNC
  - Clausura: Ex Alumnos CNC
  - De Campeones: 6 de Agosto
- 1999 Ex Alumnos CNC
  - Apertura: Ex Alumnos CNC
  - Clausura: Ex Alumnos CNC
  - De Campeones: 6 de Agosto
- 2000 Deportivo Recoleta
  - Apertura: Deportivo Recoleta
  - Clausura: Deportivo Recoleta
  - De Campeones: Deportivo Recoleta
- 2001 U.A.A.
  - Apertura: U.A.A.
  - Clausura: U.A.A.
  - De Campeones: 6 de Agosto
- 2002 Coronel Escurra
  - Apertura: Coronel Escurra
  - Clausura: Coronel Escurra
  - De Campeones: U.A.A.
- 2003 Deportivo Recoleta
  - Apertura: U.A.A.
  - Clausura: Deportivo Recoleta
- 2004 U.A.A.
  - Apertura: suspendido
  - Clausura: U.A.A.
  - Liga Nacional: Cerro Porteño
- 2005 Deportivo Recoleta
  - Apertura: Deportivo Recoleta
  - Clausura: Colonial
- 2006 U.A.A.
  - Apertura: U.A.A.
  - Clausura: Pablo Rojas
- 2007 Pablo Rojas
  - Apertura: Humaitá
  - Clausura: Pablo Rojas
- 2008  Pablo Rojas
  - Apertura: U.A.A.
  - Clausura: Pablo Rojas

## Titoli per squadra

### Campione nazionale
- 5 titoli: Deportivo Recoleta
- 5 titoli: Ex Alumnos CNC
- 3 titoli: U.A.A.
- 2 titoli: Pablo Rojas, Halcones de Fernando de la Mora
- 1 titolo: 6 de Agosto, Coronel Escurra, Rubio Ñu, Ex Alumnos San Jose

### Copa de Campeones
- 3 titoli: 6 de Agosto
- 1 titolo: Ex Alumnos CNC, Deportivo Recoleta, U.A.A.